# Estación de Solares
Solares es una estación ferroviaria situada en la localidad homónima del municipio español de Medio Cudeyo (Cantabria). Se encuentra en la línea de ancho métrico Orejo-Liérganes.
Forma parte de la red de vía estrecha operada por Renfe Operadora a través de su división comercial Renfe Cercanías AM. Está integrada dentro del núcleo de Cercanías Cantabria al pertenecer a la línea C-3 (antigua F-2 de FEVE), que une Santander con Liérganes.

## Situación ferroviaria
La estación forma parte de las siguientes líneas férreas:
- Pk. 018,821 de la línea de ferrocarril de vía estrecha de Santander a  Solares y Liérganes.[1]
- Pk. 001,734 del ramal de vía estrecha de Orejo a Liérganes, de la línea de ferrocarril de vía estrecha que une Ferrol con Bilbao.[1]

La estación se encuentra a 24 metros de altitud. El tramo es de vía única, está electrificado a 1500 voltios CC y dispone de bloqueo automático con CTC.

## Historia
La estación fue construida por la Compañía del Ferrocarril de Santander a Solares, cuya línea fue abierta a la explotación el 3 de marzo de 1892 en ancho ibérico. Posteriormente, en 1896, la Compañía de los Ferrocarriles de Santander a Bilbao, sucesora de la de Santander a Solares, para completar el trazado entre Santander y Bilbao en un mismo ancho decidió estrechar el Santader-Solares. La operación se completó la noche del 19 al 20 de junio de 1896 con la sustitución de los aparatos de vía. El 10 de mayo de 1909 inauguró la prolongación del ramal desde Solares hasta Liérganes. El 1 de enero de 1914 la estación se adhirió al servicio internacional de paquetes postales, estando habilitada para recibir o expedir directamente paquetes postales en las relaciones con todos los países adscritos al mencionado servicio. El servicio no se prestaba a domicilio.
En 1962 el Estado asume la explotación de las líneas del Santander-Bilbao, a través de FEVE a partir de 1965. La gestión se mantuvo en manos de FEVE hasta el año 2013, momento en el cual la explotación fue atribuida a Renfe Operadora y las instalaciones a Adif.

### Minería de hierro
A principios del siglo XX, la estación fue usada por varias empresas mineras para dar salida a su producción lavada de mineral de hierro. Estas empresas explotaban el extremo occidental del yacimiento de Sierra Cabarga, en el denominado Grupo Solares-Entrambasaguas y utilizaban el embarcadero de San Salvador, de la compañía ferroviaria, y a 9 km de distancia para el cargue de mineral que almacenaban en depósitos en las cercanías de la estación:
Minas Pepitas
Tenían un depósito con el mineral procedente del lavadero que utilizaba el excedente de aguas del manantial de Solares.
San José y Anexas
Al depósito de la estación llegaban por una vía Decauville de 1700 m con tracción de sangre los minerales del lavadero situado junto al río Miera. A este llegaba el bruto por un tranvía aéreo de 650 m de longitud y 110 m de desnivel desde el alto de San Marina, en Entrambasguas.
Bilbao-Santander
En este caso el depósito se encontraba en Balabarca (Entrambasguas), junto al lavadero y separados por el río Miera. Un ramal del ferrocarril llegaba hasta dicho depósito.

## La estación
Las instalaciones constan de un edificio de viajeros de dos alturas, donde se disponen los equipamientos del control de accesos y venta de billetes, dos andenes laterales que dan acceso a las dos vías de circulación, y un acceso a la estación adicional desde el lateral opuesto al edificio de viajeros, que consta de un pequeño edificio acristalado, que también dispone de equipamientos del control de accesos y venta de billetes. El andén número 1, de 108 m de longitud, da servicio a la vía 1, junto al edificio de viajeros. La vía 2 está servida por el andén 2, de 105 m de longitud. Los andenes están conectados mediante un paso peatonal a nivel, situado en el extremo sur de la estación.

## Servicios ferroviarios

### Cercanías
Forma parte de la línea C-3 (Santander - Liérganes) de Cercanías Cantabria. Ésta tiene, para los trenes que circulan hasta la estación de Solares (siendo su cabecera), un intervalo de paso de 30-60 minutos según la hora en días laborables de lunes a viernes, siendo de 60 minutos sábados, domingos y festivos. Para los trenes que llegan hasta la estación de Liérganes, el intervalo de paso es de 60 minutos de lunes a domingo, incluyendo festivos.